# Németh Zsanett
Németh Zsanett (Veszprém, 1994. január 21. –) szabadfogású magyar birkózó.

## Sportpályafutása
Szabadkártyával indulhatott a 2010. évi nyári ifjúsági olimpiai játékokon, ahol 70 kg-ban hetedik helyezést ért el. 2011-ben a juniorok között az Európa-bajnokságon tizenkettedik, a világbajnokságon ötödik lett. A kadett korosztályban Európa-bajnoki bronzérmes és világbajnok volt. 2012-ben nem tudott olimpiai kvótát szerezni. A junior Eb-n kilencedik helyezést szerzett.
A 2013-as junior Eb-n ezüstérmet nyert. A junior világbajnokságon tizenegyedik helyezést ért el. A felnőtt világbajnokságon 16. helyen végzett. A 2014-es Európa-bajnokságon ötödik lett. A junior Eb-n ismét másodikként végzett. A junior vb-n 13., a felnőtt vb-n 15. lett. 2015-ben az U23-as a dobogó harmadik fokára állhatott fel. A 2015. évi Európa-játékokon nyolcadik, a vb-n 21. lett. 2016-ban az U23-as Eb-n első, a felnőtt Eb-n kilencedik volt. Az ulánbátori kvalifikációs versenyen olimpiai kvótát szerzett, de a riói olimpián két vereség után kiesett.
A 2017-es U23-as Európa-bajnokságon megvédte a címét. A 2018-as budapesti világbajnokságon ötödik lett a 76 kilogrammos kategóriában, miután térdsérülése miatt nem tudott kiállni a bronzmérkőzésre.
A 2019-es bukaresti Európa-bajnokságon 76 kilogrammban bronzérmet szerzett. A 2019-es világbajnokságon az első körben kiesett, miután kikapott az olimpiai bajnok Erica Wiebétől.
A 2021-es birkózó-világbajnokságon a nyolcaddöntőben búcsúzott.

## Díjai, elismerései
- Az év utánpótlás korú sportolója választás (Héráklész): harmadik (2011)
- Az év utánpótlás korú sportolója választás (NSSZ): harmadik (2011)
- Az év magyar birkozója (2017)[6]